# Dunajec
El Dunajec és un riu que discorre pel sud de Polònia, un afluent per la dreta del Vístula. Neix a Nowy Targ, a la confluència dels rius de muntanya Czarny Dunajec i Biały Dunajec. El Dunajec forma la frontera entre Polònia i Eslovàquia durant 17 km a la serralada Pieniny Środkowe, a l'est de l'embassament de Czorsztyn. És l'únic riu que pren aigües del territori eslovac que va a la mar Bàltica.
El Dunajec té 249 km de llarg, inclòs el seu riu naixent Czarny Dunajec, que el converteix en el tretzè riu més llarg de Polònia. Té una àrea de la conca de 6.796 km² (4.838 km² a Polònia, i 1.958 km² a Eslovàquia). A la frontera eslovaca-polonesa, el Dunajec travessa la regió de Zamagurie, amb atraccions com el riu Dunajec Gorge, el Trzy Korony massís amb un precipici de 500 m, Červený Kláštor i dos castells de Pieniny a Czorsztyn i Niedzica.